# Krempelbach (Kocher)
Der Krempelbach ist ein etwa 4 km langer Bach erst im Ostalbkreis, dann im Landkreis Schwäbisch Hall im nordöstlichen Baden-Württemberg, der beim Weiler Wengen der Gemeinde Sulzbach-Laufen von links und Südwesten in den oberen Kocher mündet.

## Geographie

### Verlauf
Der Krempelbach entsteht im Gewann Gereut auf etwa 488 m ü. NHN etwa einen halben Kilometer nordwestlich des am Rande der Hochfläche Frickenhofer Höhe liegenden Weilers Seifertshofen der Gemeinde Eschach wenig abwärts des Flurrandes zu dem Wald unterhalb, der den größten Teil des Einzugsgebietes bedeckt. Mit leichten Richtungsschwankungen fließt der Bach beständig etwa nordöstlich. Vom rechten Hang unterhalb der Hochebene nimmt er anfangs aus dem überwiegend bewaldeten Gewann Brunnenwiesen den Abfluss einiger Hangquellen auf und etwa 1,2 km nach seiner eigenen Quelle den dort halb so langen Reutebach von Südsüdwesten aus dem Waldgewann Schenkelgehren.
Schon etwa 0,2 km weiter mündet aus dem Westen auf nurmehr etwa 404 m ü. NHN sein größter Nebenfluss Rühlenbach. Dieser linke Zufluss, der am Waldrand unter dem ebenfalls am Rande der Hochfläche stehenden Weiler Ottenried des Gemeindeteils Frickenhofen von Gschwend auf der Hochebene entsteht, ist am Zusammenfluss etwa 0,4 km länger als der Krempelbach bis dorthin und hat auch ein größeres Teileinzugsgebiet.
Danach laufen weiterhin Hangquelleabflüsse und kleine Waldklingen von links und vor allem rechts zu, mit wenn überhaupt kürzeren Dauerzuflüssen.
Erst etwa einen Kilometer vor der Mündung zieht sich erstmals eine Hangwiese unter dem Heilberg (ca. 453 m ü. NHN) linksseits bis an den Lauf herab. Auf etwa 360–350 m ü. NHN passiert der Bach einen Teich links, dann versetzt einen rechts des Laufes. Gleich danach durchläuft er, teils verdeckt, den in seinem Taltrichter liegenden Weiler Wengen der Gemeinde Sulzbach-Laufen. Wenig mehr als hundert Meter nach dem anderen Ortsende mündet er nach zuletzt schnurgeradem Grabenlauf in der Flussaue von links und Südwesten auf 344,3 m ü. NHN weniger als 100 Meter unterhalb der den Weiler erschließenden Archenbrücke von links und Südwesten in den oberen Kocher.
Der Krempelbach mündet nach 4,0 km langem Lauf mit mittlerem Sohlgefälle von etwa 36 ‰ ungefähr 144 Höhenmeter unterhalb seiner Quelle.

### Einzugsgebiet
Der Krempelbach hat ein 4,5 km² großes Einzugsgebiet. Es liegt am Abfall der nordwestlichen Frickenhofer Höhe, einem Unter-Naturraum des Östlichen Albvorlands hinunter ins breit und tief eingekerbte Tal des von Südost nach Nordwest laufenden oberen Kochers. Nur kleine Randstreifen zuoberst gehören zur Frickenhofer Höhe, der Rest liegt in Unterräumen der angrenzenden Schwäbisch-Fränkischen Waldberge, nämlich zunächst und weit überwiegend im Kirnberger Wald und mündungsnah ein deutlich kleinerer Teil im Sulzbacher Kochertal. Der mit wenig über 550 m ü. NHN höchste Punkt liegt etwas westlich von Ottenried auf der kaum merklichen Kuppe Strietfeld der Frickenhofer Höhe.
Ans Einzugsgebiet des Krempelbachs grenzen die der folgenden Nachbargewässer:
- Jenseits des westlichen, oberen Teils der nördlichen Wasserscheide sammelt der Kleine Wimbach den Abfluss und führt ihn über den Großen Wimbach unterhalb des Krempelbachs zum Kocher;
- im östlichen Teil dieser linken Wasserscheide entwässert der Bach aus der Harzklinge das angrenzende Gebiet zwischen Krempelbach und Großem Wimbach zum Kocher;
- im Südosten folgen die kleinen Einzugsgebiete der kurzen Bäche durch die Hirschklinge und dann aus dem Hägeleswald sowie zuletzt des ansehnlicheren Öchsenbach kocheraufwärts aufeinander;
- hinter dem höchsten, südsüdwestlichen Teil der Gesamtwasserscheide auf der Frickenhofer Höhe entwässert das nur flach zur anderen Seite abfallende Terrain um Seifertshofen zum Götzenbach, um Ottenried über den Auerbach zur „Gschwender“ Rot, die wie der Götzenbach ein Zufluss der viel weiter aufwärts in den Kocher mündenden Lein ist.

Etwa auf vier Fünfteln des Gebietes steht Wald. Offenes Terrain gibt es nur am oberen Rand zu der Frickenhofer Höhe, dort zusammenhängend, und in kleinerem Umfang und gegliedert in und nahe der Kochertalaue. Etwa ein Sechstel der Fläche ganz im Westen um den oberen Rühlenbach gehört zur Gemeinde Gschwend, etwa die Hälfte lange abwärts davon rechtsseits der noch folgenden Bachachse aus Rühlenbach und Krempelbach zur Gemeinde Eschach, die beide im Ostalbkreis liegen. Der verbleibende Drittelanteil linksseits der weiteren Bachachse und im mündungsnahen Bereich ist Gebietsteil der Gemeinde Sulzbach-Laufen im Landkreis Schwäbisch Hall. Siedlungsplätze sind der Gschwender Weiler Ottenried und der größere Teil des Eschacher Weilers Seifertshofen auf der Frickenhofer Ebene sowie der Großteil des Sulzbach-Laufener Weilers Wengen in der Kochertalaue.

### Zuflüsse und Seen
Liste der Zuflüsse und  Seen von der Quelle zur Mündung. Gewässerlänge, Seefläche, Einzugsgebiet und Höhe nach den entsprechenden Layern auf der Onlinekarte der LUBW. Andere Quellen für die Angaben sind vermerkt.
Auswahl; den genannten Wasserläufen laufen noch einige andere, sämtlich kleinere Klingen mit mehr oder weniger beständigem Durchfluss zu.
Ursprung des Krempelbachs auf etwa 488 m ü. NHN ca. 0,5 km nordwestlich unter Eschach-Seifertshofen am Waldanhang der Frickenhofer Höhe zum Kocher hinab am Gewann Gereut. Der Bach fließt anfangs in westliche bis nordwestliche Richtungen
- Reutebach, von rechts und Süden auf etwa 410 m ü. NHN unterm Waldgewann Schenkelgehren, 0,6 km und ca. 0,4 km². Entspringt auf etwa 464 m ü. NHN ca. 0,7 km nordöstlich von Seifertshofen zwischen den Waldgewannen Viertel-Lehen und Reute.
- Rühlenbach, von links und Westen auf etwa 404 m ü. NHN unter dem Gschwandenwald am linken Hang, 1,8 km und ca. 1,6 km². Entsteht auf etwa 483 m ü. NHN ca. 0,3 km östlich-unterhalb von Gschwend-Ottenried am Rand der Tiefwiesen zum einsetzenden Hangwald.
Bis zu diesem Zufluss ist der Krempelbach selbst erst 1,4 km lang und hat erst ein ca. 1,1 km² großes Einzugsgebiet akkumuliert.
- Passiert auf etwa 360–350 m ü. NHN zwei Teiche links und dann rechts am Lauf kurz vor dem Weiler Wengen, 0,1 ha und 0,3 ha.

Mündung des Krempelbachs von links und Südwesten auf 344,3 m ü. NHN weniger als hundert Meter nach der Archenbrücke bei Sulzbach-Laufen-Wengen in den oberen Kocher. Der Bach ist 4,0 km, auf dem Strang mit dem etwas längeren linken Oberlauf Rühlenbach 4,0 km lang und hat ein 4,5 km² großes Einzugsgebiet.

## Geologie
Das Einzugsgebiet liegt am Hang der Schichtstufe einer erosionsresistenten Unterjura-Schicht, die für die Hochfläche verebnungsbildend ist, zum darunterliegenden Keuper. Nur ein schmales Band am oberen Rand des Einzugsgebietes liegt im Unterjura, es wird innerhalb unter dem oberen Hangknick gesäumt von einem Band Knollenmergel (Trossingen-Formation). An dessen Übergang zum auf dem größten Teil des Einzugsgebietes anstehenden Stubensandstein (Löwenstein-Formation) liegen die Quellen der großen Bäche und ihrer nur kurzen oberen Seitenarme; der Stubensandstein zieht sich bis auf die beiden Talsporne zum Kochertal nahe bei Wengen hinunter. Etwas nach dem Zufluss seines linken Oberlaufarms Rühlenbach beginnt sich der Krempelbach in die noch tiefer liegenden Keuperschichten einzugraben. In der Folge streichen an den Hangfüßen des schmalen Bachtals nacheinander Obere Bunte Mergel (Mainhardt-Formation), Kieselsandstein (Hassberge-Formation) sowie zuletzt Untere Bunte Mergel (Steigerwald-Formation) aus. Der Schilfsandstein (Stuttgart-Formation) zeigt sich als ein nur schmales Band am Talrand erst etwa an den kurz vor Wengen passierten Seen.
Wengen selbst ist größtenteils auf Terrassenschotter nur wenig über der holozänen Talaue des Kochers erbaut, in welcher der Krempelbach zuletzt durch Auensande das Kocherufer erreicht. Auf der Hochebene liegt ebenfalls jüngeres Lösssediment aus quartärer Ablagerung über dem stufenbildenden Unterjura, daneben auch, in dort ungewöhnlicher Lage, in Gestalt einer recht kleinen Insel auf dem trennenden Sporn zwischen den zusammenfließenden Oberläufen Krempelbach und Rühlenbach.
Im Untertal gibt es einen als Geotop ausgewiesenen guten Aufschluss der Unteren Bunten Mergel („Rote Wand“). An der südöstlichen Wasserscheide liegt nahe bei Waldmannshofen eine aufgelassene kleine Sandgrube im Stubensandstein, die ebenfalls Geotop ist. Der teils nur schwach gebundene, grobkörnig zerfallende Stubensandstein wurde früher vielerorts in der Region abgebaut und als Scheuersand zur Pflege von Dielenböden genutzt oder verkauft, woher auch die traditionelle Benennung der Schicht herrührt.

## Natur und Schutzgebiete
Die Waldstrecke des Krempelbachs und des Rühlenbachs sind wegen ihres großen Gefälles schnell fließende Bäche von ein bis zwei Metern Breite. Im Bett, das mancherorts von Blockschutt überlagert ist, liegt sandiges bis kiesiges Sediment, der Baumbewuchs am Ufer aus meist Erlen und Eschen ist naturnah. Begleitende Forstwege wurden abschnittsweise gesichert, weswegen der Verlauf des Bachs an solchen Stellen nicht mehr naturnah ist. Die Ufer sind überwiegend steil, teilweise mit Rutschungen vom Hang herab. Nach dem Waldaustritt etwas vor den zwei Seen begleitet ein Galeriewald aus meist Schwarzerlen den hier teilweise begradigten Krempelbach bis nahe an den Wengener Ortsrand.
Unweit des Rühlenbachs und des mittleren Krempelbachs liegen am Hang zwei kleine Flächen, auf denen seltene Bärlapparten wachsen.
Der Krempelbach tritt wenig vor der ersten Wiese am linken Hang in das Landschaftsschutzgebiet Kochertal mit angrenzenden Höhenzügen ein, von dem in der Folge nur Wengen und sein Weichbild ausgespart sind. Von der oberen Wasserscheide durch den Weiler herab liegt bei Seifertshofen ein kleines Wasserschutzgebiet im Einzugsgebiet nahe am oberen Krempelbach und um den oberen Reutenbach. Das gesamte Einzugsgebiet gehört zum großen Naturpark Schwäbisch-Fränkischer Wald.

### LUBW
Amtliche Online-Gewässerkarte mit passendem Ausschnitt und den hier benutzten Layern: Lauf und Einzugsgebiet des Krempelbachs

Allgemeiner Einstieg ohne Voreinstellungen und Layer: Daten- und Kartendienst der Landesanstalt für Umwelt Baden-Württemberg (LUBW) (Hinweise)
1. 1 2 3 4 5  Höhe nach dem Höhenlinienbild auf dem Hintergrundlayer Topographische Karte.
2. 1 2  Höhe nach grauer Beschriftung auf dem Hintergrundlayer Topographische Karte.
3. 1 2 3  Länge nach dem Layer Gewässernetz (AWGN).
4. 1 2  Einzugsgebiet nach dem Layer Basiseinzugsgebiet (AWGN).
5. ↑  Seefläche nach dem Layer Stehende Gewässer.
6. ↑  Einzugsgebiet abgemessen auf dem Hintergrundlayer Topographische Karte.
7. ↑  Geotope nach dem einschlägigen Layer.
8. ↑  Schutzgebiete nach den einschlägigen Layern, Natur teilweise nach dem Layer Biotop.

### Andere Belege
1. ↑  Hansjörg Dongus: Geographische Landesaufnahme: Die naturräumlichen Einheiten auf Blatt 171 Göppingen. Bundesanstalt für Landeskunde, Bad Godesberg 1961. → Online-Karte (PDF; 4,3 MB)
2. ↑  Geologie nach den Layern zu Geologische Karte 1:50.000 auf: Mapserver des Landesamtes für Geologie, Rohstoffe und Bergbau (LGRB) (Hinweise). Ein ähnliches Bild bietet die unter → Literatur aufgeführte geologische Karte, die aber nur das westliche Einzugsgebiet zeigt. Deutlich unterschiedlich zeichnen allerdings die beiden Karten die Verteilungen des Lösssedimentes auf der Hochebene.